# DDR-Mannschaftsmeisterschaft im Schach 1982
Bei der DDR-Mannschaftsmeisterschaft im Schach 1982 gewann  die Schachgemeinschaft Leipzig zum neunten Mal die DDR-Mannschaftsmeisterschaft.
Gespielt wurde ein Rundenturnier nach Scheveninger System, wobei jede Mannschaft gegen jede andere jeweils vier Mannschaftskämpfe an acht Brettern austrug. Insgesamt waren es 112 Mannschaftskämpfe, also 896 Partien.

## DDR-Mannschaftsmeisterschaft 1982

### Kreuztabelle der Sonderliga (Rangliste)
|   | Verein                     | 1    | 2    | 3    | 4    | 5    | 6    | 7    | 8    | Punkte |
| - | -------------------------- | ---- | ---- | ---- | ---- | ---- | ---- | ---- | ---- | ------ |
| 1 | Schachgemeinschaft Leipzig |      | 17,0 | 18,0 | 17,0 | 17,5 | 21,0 | 22,5 | 25,5 | 138,5  |
| 2 | Buna Halle-Neustadt        | 15,0 |      | 18,0 | 19,5 | 18,5 | 22,5 | 17,5 | 23,5 | 134,5  |
| 3 | Funkwerk Erfurt            | 14,0 | 14,0 |      | 16,5 | 15,0 | 23,0 | 22,5 | 18,0 | 123,0  |
| 4 | AdW der DDR, Berlin        | 15,0 | 12,5 | 15,5 |      | 19,0 | 16,5 | 24,0 | 17,0 | 119,5  |
| 5 | Post Dresden               | 14,5 | 13,5 | 17,0 | 13,0 |      | 21,0 | 13,0 | 17,0 | 109,0  |
| 6 | Vorwärts Strausberg        | 11,0 | 09,5 | 09,0 | 15,5 | 11,0 |      | 16,5 | 19,5 | 092,0  |
| 7 | Lok / TH Karl-Marx-Stadt   | 09,5 | 14,5 | 09,5 | 08,0 | 19,0 | 15,5 |      | 15,0 | 091,0  |
| 8 | Motor SO Magdeburg         | 06,5 | 08,5 | 14,0 | 15,0 | 15,0 | 12,5 | 17,0 |      | 088,5  |

### Beste Einzelergebnisse bei mindestens 14 Partien
| Spieler              | Verein          | Prozent |
| -------------------- | --------------- | ------- |
| Rainer Knaak         | Leipzig         | 87,5    |
| Lothar Vogt          | Leipzig         | 80,0    |
| Hans-Ulrich Grünberg | Halle           | 78,9    |
| Harry Hauck          | Karl-Marx-Stadt | 78,6    |
| Lutz Espig           | Halle           | 72,2    |
| Raj Tischbierek      | Leipzig         | 70,0    |
| Thomas Casper        | Leipzig         | 67,9    |
| Wolfram Heinig       | Leipzig         | 66,7    |
| Peter Krug           | Berlin          | 66,7    |
| Wolfgang Dietze      | Halle           | 65,9    |
| Olaf Thal            | Berlin          | 65,4    |
| Karsten Volke        | Berlin          | 65,4    |

### Die Meistermannschaft
| 1.            | Schachgemeinschaft Leipzig |
| Schachfiguren | Lothar Vogt, Rainer Knaak, Thomas Casper, Manfred Schöneberg, Detlef Neukirch, Gottfried Braun, Wolfram Heinig, Michael Reuter, Raj Tischbierek, Reinhard Gnauk |

### Oberliga
| Platz | Verein                    | Punkte |
| ----- | ------------------------- | ------ |
| 01    | Lok Schwerin              | 83,5   |
| 02    | Lok Mitte Leipzig         | 77,5   |
| 03    | Rotation Berlin           | 75,0   |
| 04    | AdW Berlin II             | 74,5   |
| 05    | Empor Potsdam             | 73,5   |
| 06    | WBK 67 Halle-Neustadt     | 70,5   |
| 07    | Schifffahrt/Hafen Rostock | 69,5   |
| 08    | Empor HO Berlin           | 69,0   |
| 09    | Chemie Lützkendorf        | 66,0   |
| 10    | SGS Stralsund             | 61,0   |

| Platz | Verein                              | Punkte |
| ----- | ----------------------------------- | ------ |
| 01    | Greika Greiz                        | 92,5   |
| 02    | Buna Halle-Neustadt II              | 84,5   |
| 03    | Lok Dresden                         | 74,5   |
| 04    | Aktivist Schwarze Pumpe Hoyerswerda | 74,0   |
| 05    | SG Leipzig II                       | 73,0   |
| 06    | Post Dresden II                     | 72,5   |
| 07    | Pentacon Dresden                    | 69,5   |
| 08    | Fortschritt Plauen                  | 69,0   |
| 09    | Carl Zeiss Jena                     | 67,0   |
| 10    | Cottana Mühlhausen                  | 43,5   |

### DDR-Liga
| Platz | Verein                       | Punkte |
| ----- | ---------------------------- | ------ |
| 01    | Rotation Schwedt             | 114,0  |
| 02    | Lok Rostock                  | 111,5  |
| 03    | Lok Waren/Rethwisch          | 084,5  |
| 04    | Post Ludwigslust             | 083,0  |
| 05    | Lok Schwerin II              | 082,0  |
| 06    | Lok Rostock II               | 078,0  |
| 07    | Medizin Neubrandenburg       | 076,0  |
| 08    | Motor Hennigsdorf            | 075,5  |
| 09    | Schifffahrt/Hafen Rostock II | 070,5  |
| 10    | Vorwärts Demen               | 061,5  |
| 11    | Turbine Neubrandenburg       | 043,5  |

| Platz | Verein                    | Punkte |
| ----- | ------------------------- | ------ |
| 01    | Motor Gohlis Nord Leipzig | 101,5  |
| 02    | TH Magdeburg              | 090,5  |
| 03    | Lok Brandenburg           | 075,0  |
| 04    | Aufbau Börde Magdeburg    | 073,5  |
| 05    | Motor SO Magdeburg II     | 072,5  |
| 06    | IHS Köthen                | 071,5  |
| 07    | Dynamo Potsdam            | 071,5  |
| 08    | TSG Oberschöneweide       | 070,5  |
| 09    | Empor Barby               | 051,0  |
| 10    | Motor Teltow              | 042,5  |

| Platz | Verein                        | Punkte |
| ----- | ----------------------------- | ------ |
| 01    | Motor Leipzig-Lindenau        | 86,5   |
| 02    | Lok / TH Karl-Marx-Stadt II   | 78,0   |
| 03    | Einheit Freiberg              | 74,5   |
| 04    | Aktivist Zentronik Oelsnitz   | 72,0   |
| 05    | Wismut Aue/Schneeberg         | 71,5   |
| 06    | Vorwärts Kamenz               | 71,0   |
| 07    | Motor IFA Karl-Marx-Stadt     | 71,0   |
| 08    | Lok / TH Karl-Marx-Stadt III  | 70,5   |
| 09    | Lok Mitte Leipzig II          | 68,0   |
| 10    | Fortschritt Ehrenfriedersdorf | 57,0   |

| Platz | Verein                       | Punkte |
| ----- | ---------------------------- | ------ |
| 01    | Fortschritt Cottbus          | 96,5   |
| 02    | Rotation Berlin II           | 82,0   |
| 03    | Post Berlin                  | 77,5   |
| 04    | Motor Görlitz                | 73,5   |
| 05    | Aktivist Brieske-Senftenberg | 72,5   |
| 06    | Pneumant Fürstenwalde        | 69,0   |
| 07    | Einheit Friesen Berlin       | 66,5   |
| 08    | Rotation Berlin III          | 65,5   |
| 09    | Fortschritt Nord Forst       | 64,5   |
| 10    | SG Berlin-Weißensee          | 52,5   |

| Platz | Verein                       | Punkte |
| ----- | ---------------------------- | ------ |
| 01    | Motor Suhl                   | 101,5  |
| 02    | Buna Halle-Neustadt III      | 090,5  |
| 03    | Lok Gera                     | 081,5  |
| 04    | Funkwerk Erfurt II           | 074,5  |
| 05    | ISG Apolda                   | 071,0  |
| 06    | Chemie IW Ilmenau            | 068,5  |
| 07    | Lok Merseburg                | 067,0  |
| 08    | Lok Naumburg                 | 063,0  |
| 09    | Motor Suhl II                | 048,0  |
| 10    | Fortschritt Gera-Liebschwitz | 039,5  |

### Aufstiegsspiele zur DDR-Liga
- Veritas Wittenberge – TSG Wismar 9:7
- Vorwärts Stallberg – Rotation Berlin IV 11½:4½
- Lok Roßlau – Lok Stendal 8½:7½
- PH Potsdam – Halbleiterwerk Frankfurt 10½:5½
- Vorwärts Löbau – Chemie Guben 8:8 (Brettwertung für Löbau)
- Fortschritt Wilkau-Haßlau – Motor Gohlis Nord Leipzig II 9½:6½
- Dreikampf: 1. Einheit Saalfeld 9,5 – 2. Einheit Bad Salzungen 8 – 3. Medizin Erfurt 6½

## DDR-Mannschaftsmeisterschaft der Frauen 1982

### Oberliga
| Platz | Verein                              | Punkte |
| ----- | ----------------------------------- | ------ |
| 1     | AdW Berlin                          | 60,0   |
| 2     | Buna Halle-Neustadt                 | 54,0   |
| 3     | PH Potsdam                          | 47,0   |
| 4     | Motor Weimar                        | 43,0   |
| 5     | Motor Leipzig-Lindenau              | 37,0   |
| 6     | Aktivist Schwarze Pumpe Hoyerswerda | 31,5   |
| 7     | Metall Gera                         | 36,5   |
| 8     | Stahl Thale                         | 20,0   |

### DDR-Liga
| Platz | Verein            | Punkte |
| ----- | ----------------- | ------ |
| 1     | TSG Wittenberg    | 43,0   |
| 2     | TH Magdeburg      | 36,0   |
| 3     | Chemie Köpenick   | 26,5   |
| 4     | TSG Wittenberg II | 26,0   |
| 5     | Rotation Schwedt  | 24,5   |
| 6     | WBK Berlin        | 23,0   |

| Platz | Verein                    | Punkte |
| ----- | ------------------------- | ------ |
| 1     | Motor Gohlis Nord Leipzig | 46,0   |
| 2     | Lok / TH Karl-Marx-Stadt  | 38,0   |
| 3     | Post Dresden              | 36,0   |
| 4     | Motor Leipzig-Lindenau    | 30,5   |
| 5     | Lok Halle                 | 17,5   |
| 6     | Lok RAW Cottbus           | 11,0   |

### Aufstiegsrunde zur DDR-Liga
| Platz | Verein               | Punkte |
| ----- | -------------------- | ------ |
| 1     | Post Karl-Marx-Stadt | 11,0   |
| 2     | Chemie IW Ilmenau    | 09,5   |
| 3     | Aufbau Mitte Görlitz | 09,0   |
| 4     | Vorwärts Stallberg   | 06,5   |

## Jugendmeisterschaften
| Altersklasse       | männlich                 | weiblich               |
| ------------------ | ------------------------ | ---------------------- |
| Altersklasse 9/10  | Pionierhaus Suhl         | TSG Wittenberg         |
| Altersklasse 11/12 | Pionierhaus Nord Leipzig | WBK Berlin             |
| Altersklasse 13/14 | Rotation Berlin          | Post Dresden           |
| Altersklasse 15/18 | ASP Hoyerswerda          | Motor Leipzig-Lindenau |